# Philotelma parva
Philotelma parva är en tvåvingeart som först beskrevs av Kramer 1917.  Philotelma parva ingår i släktet Philotelma och familjen vattenflugor. Inga underarter finns listade i Catalogue of Life.